# Demifonte
Nella mitologia greca,  Demifonte   era il nome di uno dei re della città di Eleunte  che si trovava nel Chersoneso di Tracia.

## Il mito
Da un oracolo del luogo aveva ricevuto l'ordine di sacrificare ogni anno una giovane donna per far cessare la carestia che da tempo faceva strage fra la sua gente, la donna doveva essere scelta fra i nobili del paese. Fra di essi vi era uno, Mastusio che si oppose, allora il re prese con la forza la figlia di quest'ultimo e la sacrificò. Per vendicarsi il nobile uccise le figlie del re e gli fece bere il loro sangue, una volta accortosi del misfatto uccise il nobile.

### Moderna
- Pierre Grimal, Enciclopedia della mitologia 2ª edizione, Brescia, Garzanti, 2005, ISBN 88-11-50482-1. Traduzione di Pier Antonio Borgheggiani